# Daisendorf
Daisendorf település Németországban, azon belül Baden-Württembergben. Lakosainak száma 1564 fő (2023. december 31.).

## Népesség
A település népessége az elmúlt években az alábbi módon változott:
| Lakosok száma | 303  | 461  | 932  | 1213 | 1121 | 1283 | 1392 | 1531 | 1567 | 1564 |
|               | 1961 | 1967 | 1974 | 1980 | 1987 | 1993 | 2000 | 2006 | 2013 | 2023 |